# ツィラータール鉄道D 8-9形ディーゼル機関車
この項目では、オーストリアの鉄道（軽便鉄道）のツィラータール鉄道に導入された車両のうち、1960年代に導入された2両のディーゼル機関車について解説する。

## 概要
1960年代後半、ツィラータール鉄道は沿線の発電所建設に際してセメントや機器などの資材輸送を担う事となった。それらに用いる貨物列車の牽引用に加え、長年に渡って使用されていた蒸気機関車の置き換えも兼ねて導入が実施されたのがD8およびD9の2両のディーゼル機関車である。
ドイツに本社を置いていたオーレンシュタイン・ウント・コッペルが製造した、片側に寄った運転台を有する「セミセンターキャブ」と呼ばれる形状の車体を有し、エンジンはイェンバッハ工場製の出力値397 kw（540 PS）の機器が、変速機にはフォイト製の変速機油を動力伝達に用いる液体式のものが採用されている。また、これらの車両は可動車軸を備えた剛性台枠を有しているが、この構造は運用上バラストへの負担が増すという結果となっている。
1967年に製造された後、貨物列車に加えて旅客列車を始め幅広い運用に使用され、長年に渡りツィラータール鉄道の主力車両として活躍していたが、D 9については2012年に廃車・解体され、D 8についても同年前後に定期運用を離脱していた。その後、利用客の増加に伴い強力な機関車が求められていたシュタインツ鉄道への譲渡が決まり、2022年にシュタインツへの輸送が実施されている。このD 8は、2022年時点でオーレンシュタイン・ウント・コッペルが製造したセミセンターキャブ式の車体を有する狭軌路線用のディーゼル機関車で唯一ヨーロッパに現存する車両である。

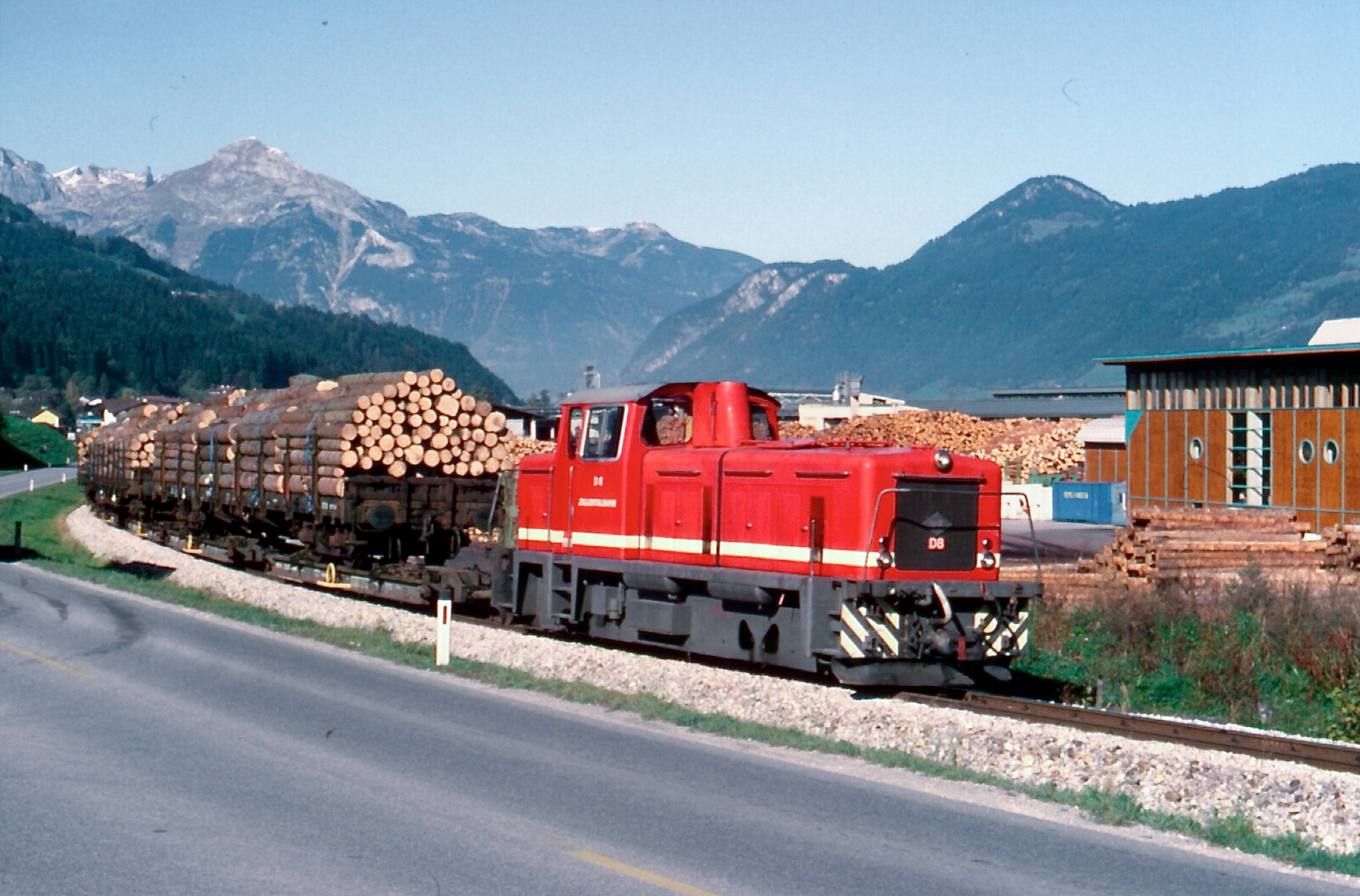
D 8が牽引する貨物列車（1993年撮影）
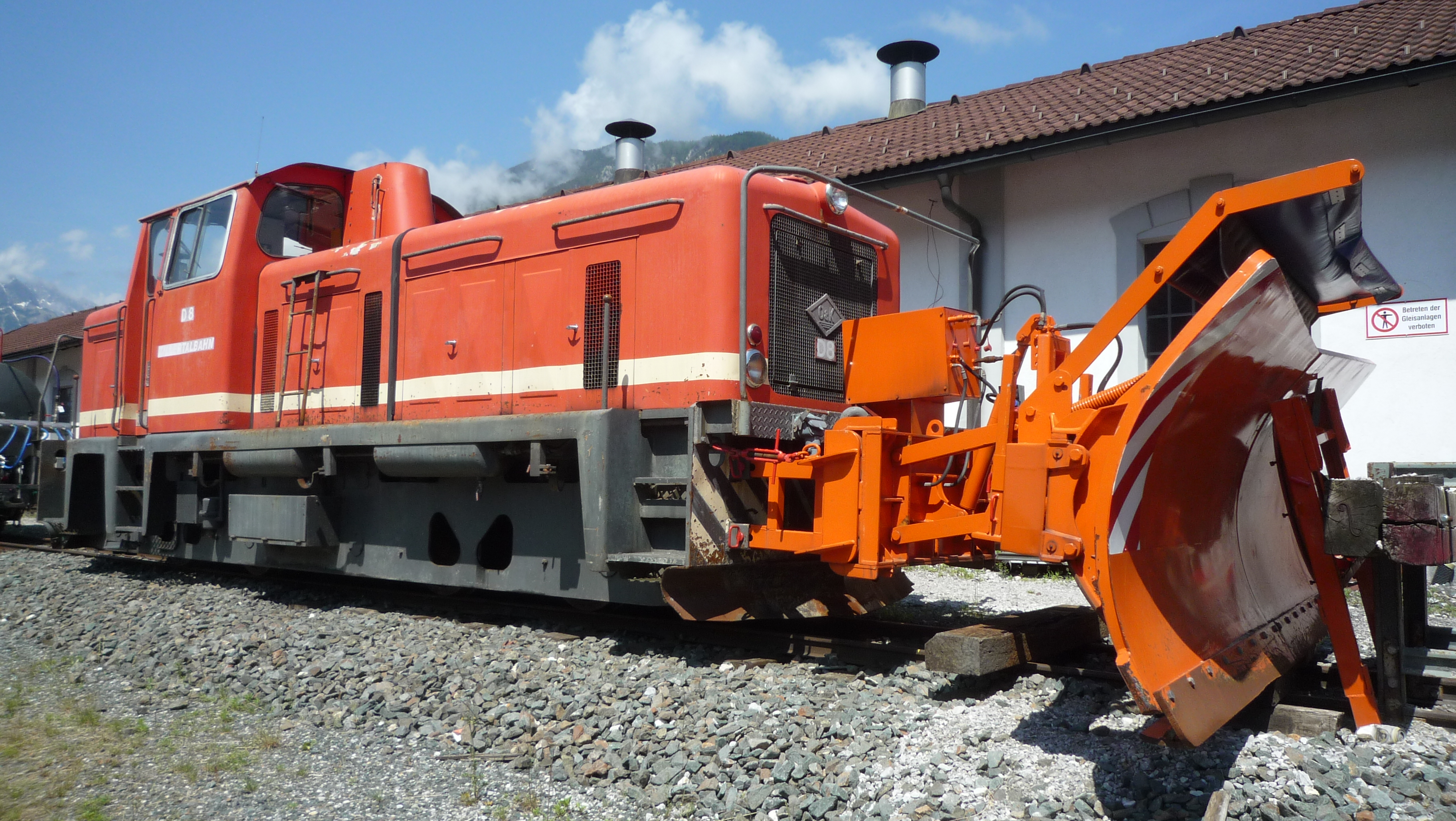
前面に除雪機が設置されたD 8（2013年撮影）

## 関連形式

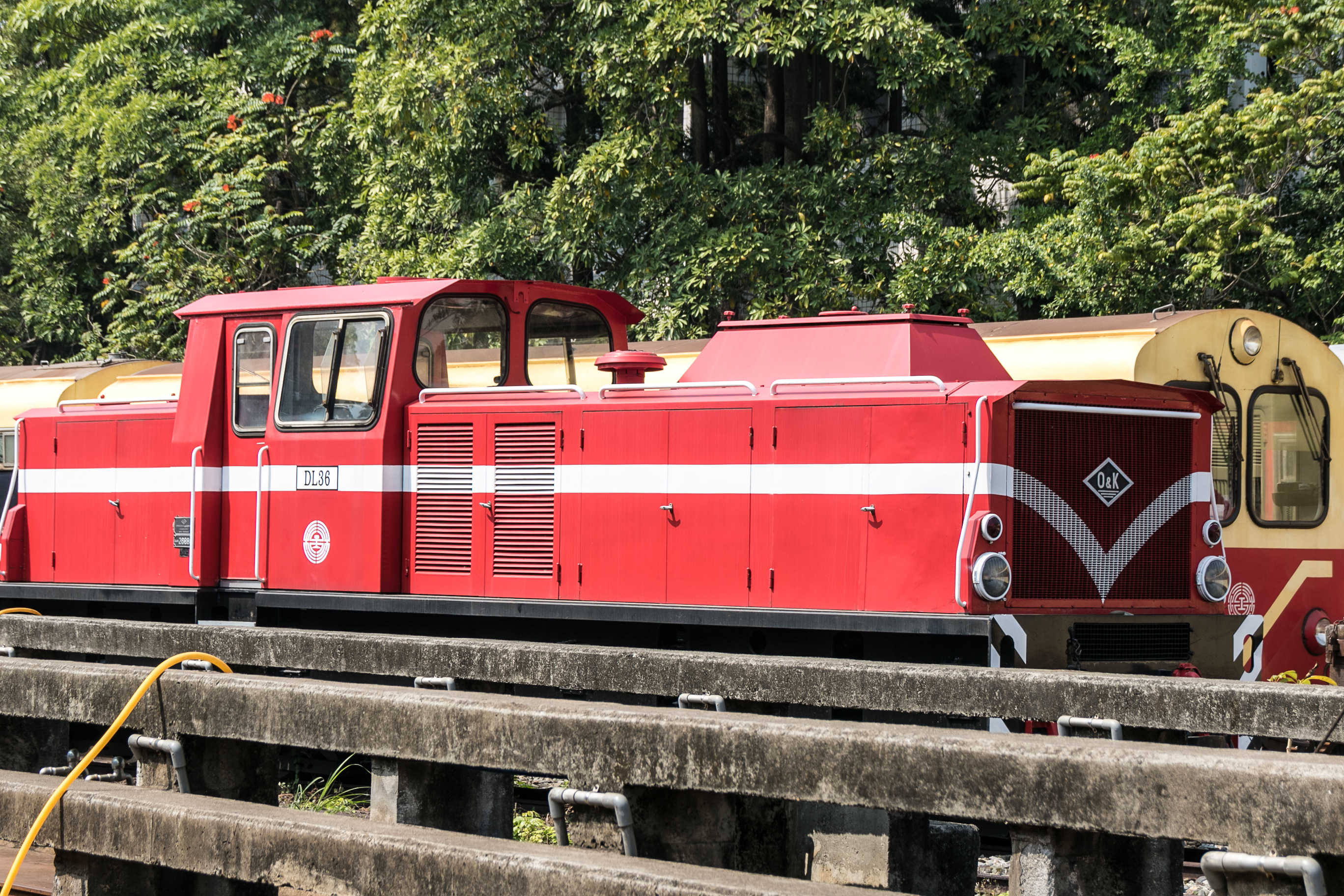
阿里山森林鉄路 D 36
（2020年撮影）

台湾の阿里山森林鉄路に現存するDL 36・37の2両のディーゼル機関車は、2022年時点でD 8と並びオーレンシュタイン・ウント・コッペルが製造したセミセンターキャブ式の機関車の希少な現存車両である。